# 박종악
박종악(朴宗岳, 1735년 ~ 1795년)은 조선의 문신이다. 초명(初名)은 박상악(朴相岳). 자는 여오(汝五), 호는 창암(蒼巖). 본관은 반남이다. 1792년(정조 16) 우의정을 지냈다.

## 생애
1766년(영조 42) 정시 문과에 을과로 급제하였다. 예조참판이 되고, 이후 분승지를 거쳐 바로 예조판서가 되고, 경기도관찰사와 충청도관찰사로 민심을 다스렸다. 1792년(정조 16) 우의정으로 승진해서 정조의 신임을 받아 국정을 돌보다 판중추부사로 물러났고 이후 독권관을 겸한다. 그러다 영중추부사가 된다. 1794년 의금부의 탄핵을 받아 충주목사에 부처되었으나 곧 풀려났다. 시호는 충헌(忠憲)이다.